# Grön mantella
Grön mantella (Mantella viridis) är en groda som tillhör familjen Mantellidae och finns på Madagaskar. 

## Utseende
Huvud, rygg, bakre delen av sidorna och ovansidan av benen är gröna till gulaktiga. Främre delen av sidorna, undersidan av benen och buken är svarta, buken dessutom med blåaktiga fläckar. På huvudet har den en ljus sidostrimma från nosspetsen bakåt längs undersidan av det svarta fältet på sidan. Strupen har en tydlig, U-skapad markering. Längden är 2,2 till 2,7cm för hannar, 2,7 till 3 cm för honor, vilket gör den till en av de största mentellorna. Individer med samma utseende och mönster frånsett att den gröna färgen är ersatt med röd har påträffats i vissa områden, men man vet ännu inte om det är en färgvaritet eller en ny art.

## Utbredning
Arten finns på ett flertal mindre lokaler i nordligaste Madagaskar.

## Vanor
Den gröna mantellan lever i torrare skog i karstlandskap, speciellt i närheten av vattendrag. Den kan även förekomma i bearbetade biotoper, som exempelvis mangoplantager, men kräver skugga och skyddande vegetation. I fångenskap har man konstaterat att den både tar småinsekter som fruktflugor och större sådana som syrsor. Lätet består av en serie snabba klickljud. Likt andra mantellor parar den sig på land och lägger äggen på marken nära tillfälliga rännilar och bäckar, dit de nykläckta ynglen tar sig för den fortsatta utvecklingen.
Som alla mantellor har den gröna mantellan flera giftiga alkaloider i sitt hudsekret.

## Status
Den gröna mantellan är klassificerad som starkt hotad ("EN", underklassificering "B1ab(iii)") av IUCN och populationen minskar. Visserligen är grodan vanlig där den lever, men lokalerna är mycket små. Främsta hoten är skogsbränder, skogsavverkning samt betningstryck från boskap. Insamling som sällskapsdjur är även det ett hot, även om detta har minskat betydligt på senare tid. Som för de flesta andra mantellor är det av bevarandeskäl förbjudet att införa vildfångade individer av arten till EU.